# Gary Gardner
Gary Gardner (Solihull, Inglaterra, Reino Unido, 29 de junio de 1992) es un futbolista inglés. Juega de centrocampista y su equipo es el Cambridge United F. C. de la League One de Inglaterra.

## Trayectoria

### Aston Villa
Formado en la academia del Aston Villa, Gardner ha pasado a préstamo al Coventry City, Sheffield Wednesday, Brighton & Hove Albion, Nottingham Forest y Barnsley durante su carrera. 

### Préstamo al Birmingham City
Se unió a préstamo al Birmingham City el 9 de agosto de 2018 por toda la temporada 2018-19. Finalizada la cesión, se quedó de forma permanente en el club firmando un contrato de 3 años.

## Selección nacional
Gadner ha representado a Inglaterra en las categorías sub-17, sub-18, sub-20 y sub-21.

## Estadísticas
Actualizado al último partido disputado el 28 de abril de 2019.
| Club                                         | Div.          | Temporada     | Liga  | Liga  | FA Cup | FA Cup | Copa de la Liga | Copa de la Liga | Otras | Otras | Total | Total |
| Club                                         | Div.          | Temporada     | Part. | Goles | Part.  | Goles  | Part.           | Goles           | Part. | Goles | Part. | Goles |
| -------------------------------------------- | ------------- | ------------- | ----- | ----- | ------ | ------ | --------------- | --------------- | ----- | ----- | ----- | ----- |
| Aston Villa Inglaterra                       | 1.ª           | 2011-12       | 14    | 0     | 2      | 0      | 0               | 0               | -     | -     | 16    | 0     |
| Aston Villa Inglaterra                       | 1.ª           | 2012-13       | 2     | 0     | 0      | 0      | 0               | 0               | -     | -     | 2     | 0     |
| Aston Villa Inglaterra                       | 2.ª           | 2016-17       | 26    | 1     | 0      | 0      | 1               | 0               | -     | -     | 27    | 1     |
| Aston Villa Inglaterra                       | 2.ª           | 2017-18       | 0     | 0     | 0      | 0      | 1               | 0               | -     | -     | 1     | 0     |
| Aston Villa Inglaterra                       | Total club    | Total club    | 42    | 1     | 2      | 0      | 2               | 0               | 0     | 0     | 46    | 1     |
| Coventry City (préstamo) Inglaterra          | 2.ª           | 2011-12       | 4     | 1     | 0      | 0      | 0               | 0               | -     | -     | 4     | 1     |
| Coventry City (préstamo) Inglaterra          | Total club    | Total club    | 4     | 1     | 0      | 0      | 0               | 0               | 0     | 0     | 4     | 1     |
| Sheffield Wednesday (préstamo) Inglaterra    | 2.ª           | 2013-14       | 3     | 0     | 1      | 0      | 0               | 0               | -     | -     | 4     | 0     |
| Sheffield Wednesday (préstamo) Inglaterra    | Total club    | Total club    | 3     | 0     | 1      | 0      | 0               | 0               | 0     | 0     | 4     | 0     |
| Brighton & Hove Albion (préstamo) Inglaterra | 2.ª           | 2014-15       | 17    | 2     | 0      | 0      | 3               | 0               | -     | -     | 20    | 2     |
| Brighton & Hove Albion (préstamo) Inglaterra | Total club    | Total club    | 17    | 2     | 0      | 0      | 3               | 0               | 0     | 0     | 20    | 2     |
| Nottingham Forest (préstamo) Inglaterra      | 2.ª           | 2014-15       | 18    | 4     | 0      | 0      | 0               | 0               | -     | -     | 18    | 4     |
| Nottingham Forest (préstamo) Inglaterra      | 2.ª           | 2015-16       | 20    | 2     | 2      | 0      | 0               | 0               | -     | -     | 22    | 2     |
| Nottingham Forest (préstamo) Inglaterra      | Total club    | Total club    | 38    | 6     | 2      | 0      | 0               | 0               | 0     | 0     | 40    | 6     |
| Barnsley (préstamo) Inglaterra               | 2.ª           | 2017-18       | 29    | 2     | 1      | 0      | -               | -               | -     | -     | 30    | 2     |
| Barnsley (préstamo) Inglaterra               | Total club    | Total club    | 29    | 2     | 1      | 0      | 0               | 0               | 0     | 0     | 30    | 2     |
| Birmingham City (préstamo) Inglaterra        | 2.ª           | 2018-19       | 40    | 2     | 1      | 0      | 1               | 0               | -     | -     | 42    | 2     |
| Birmingham City (préstamo) Inglaterra        | Total club    | Total club    | 40    | 2     | 1      | 0      | 1               | 0               | 0     | 0     | 42    | 2     |
| Total carrera                                | Total carrera | Total carrera | 173   | 14    | 7      | 0      | 6               | 0               | 0     | 0     | 186   | 14    |